# Ruine Neuenstein (Wahlen)
Die Ruine Neuenstein ist die Ruine einer Höhenburg in der Gemeinde Wahlen im schweizerischen Kanton Basel-Landschaft. Geblieben sind Reste von Umfassungsmauern, Fundamenten und eine Steintreppe. Bei einer Vertiefung auf dem Burgplateau könnte es sich um eine Zisterne gehandelt haben.

## Geschichte
Das Geschlecht von Neuenstein, ein Basler Rittergeschlecht und Anhänger der Basler Sterner, nannte sich im 12. und 13. Jahrhundert am Kornmarkt mit dem ersten dokumentierten Vertreter Archidiakon Dieter (erwähnt 1148–89). Ab Ende des 13. Jahrhunderts nannten sich die Vertreter des Geschlechts von Neuenstein, genannt nach der gleichnamigen Burg (vermutlich errichtet als eine Rodungsburg). 1315 wurde Konrad von Neuenstein (Conradus de Nuwenstein) offiziell mit der Burg und dem Dinghof zu Breitenbach vom Bischof von Basel, Gerhard von Wippingen, belehnt. Die Burg wurde beim Erdbeben von Basel 1356 zerstört, aber später wieder aufgebaut. Zahlreiche Fehden der Familie von Neuenstein führen zu einer weiteren Zerstörung der Burg 1411 durch die Basler. Ihre andere Burg, die Burg Blauenstein nördlich von Kleinlützel, wurde dabei ebenfalls durch die Basler zerstört. 1430 wurde die Burg Neuenstein wieder hergerichtet und 1453 an die Herren von Bärenfels abgegeben. Spätestens im 16. Jahrhundert wurde die Burg endgültig aufgegeben.
Rund um den Burgfelsen gibt es mehrere Bodenvertiefungen, welche bei der erfolglosen Suche nach Kohle zwischen 1756 und 1845 entstanden.